# Uwe Piontek
Uwe Piontek (* 1. März 1942; † 20. Oktober 1998 in Berlin) war ein deutscher Fußballfunktionär.
Bereits mit elf Jahren trat Piontek dem VfL Zehlendorf bei und engagierte sich Zeit seines Lebens für den Fußball in Berlin. Später wurde er Sektionsleiter Fußball der BSG Außenhandel im Ostteil Berlins. In den späten 1970er-Jahren wurde Piontek mit der Ehrennadel des Deutschen Fußball-Verbandes der DDR in Gold ausgezeichnet. In der Legislatur 1981/82 war Piontek Vorsitzender des Kreisfachausschusses Fußball im Bezirk Berlin-Mitte.
Piontek war vom 21. Dezember 1984 bis zum 3. November 1987 Klubvorsitzender des 1. FC Union Berlin und anschließend Vorsitzender des Bezirksfachausschusses Fußball (BFA) in Ost-Berlin, der sich am 22. Juni 1990 als Fußball-Verband Berlin (FVB) neukonstituierte. Nach dem Beitritt des FVB zum Berliner Fußball-Verband (BFV) war er bis zu seinem Tod im Jahr 1998 dessen Vize-Präsident.
Im ersten Jahr seines Vorsitzes gelang Union Berlin der Aufstieg in die DDR-Oberliga und 1986 erreichte der Klub das Finale um den FDGB-Pokal. 1987 wurde er mit der Goldenen Ehrennadel des 1. FC Union ausgezeichnet.
Als letzter Vorsitzender des BFA war er, gemeinsam mit dem langjährigen Geschäftsführer Herbert Wolff, maßgeblich an der Gestaltung der Fußball-Einheit in der Hauptstadt beteiligt. Im Zuge der Wende in der DDR entstand im Sommer 1990 aus dem BFA heraus der Ost-Berliner Fußball-Verband mit dem Zweck, Spielbetrieb und Organisation mit dem West-Berliner BFV zusammenzuführen. Schon drei Tage vor dem Beitritt des ostdeutschen DFV zum bis dahin auf Westdeutschland und West-Berlin begrenzten DFB trat der FVB unter Pionteks Führung am 17. November 1990 auf einer außerordentlichen Mitgliederversammlung dem BFV bei. Die drittklassige Bezirksliga Berlin firmierte nunmehr als Landesliga und mündete zur Saison 1991/92 nach mehr als 40 Jahren Trennung wieder in einem gesamtberliner Spielbetrieb.
Nach seinem Tod im Jahr 1998 benannte der BFV den Verbandsliga-Hallenpokal in Uwe-Piontek-Pokal um. Piontek wurde auf dem Dorotheenstädtischen-Friedrichswerderschen Kirchhof beigesetzt.